# Sulfure de nickel
Le sulfure de nickel est un composé chimique du nickel et du soufre, de formule NiS. On le trouve dans la nature, sous la forme du minéral dénommé millérite.
On connaît d'autres sulfures du nickel, notamment Ni9S8 et Ni3S2.

## Présentation

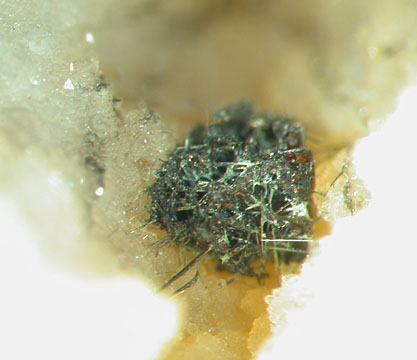
Cristaux de Millérite.

Le sulfure de nickel est un solide noir, polymorphe, pratiquement insoluble dans l'eau, produit au laboratoire par traitement de sels aqueux de nickel(II) avec du sulfure d'hydrogène. Le sulfure de nickel peut figurer parmi les sous-produits de désulfuration industrielle.
La millérite, de formule théorique NiS mais comportant en pratique quelques impuretés, est le constituant économiquement important de certains minerais sulfurés de nickel.
Le sulfure de nickel obtenu par synthèse peut être amorphe, comporter des défauts ou encore être légèrement non stœchiométrique. Il est préparé spécifiquement pour être utilisé comme catalyseur.

## Préparations communes ou spécifiques
La précipitation du sulfure de nickel sous forme de solide noir à partir de solutions de sels de nickel par un sulfure alcalin ou d'ammonium, voire par barbotage de gaz hydrogène sulfuré en milieu basique ou ammoniacale est bien connue, puisque la précipitation des sulfures est une étape classique des analyses de chimie inorganique, qui commence par la séparation des métaux en fonction de la solubilité de leurs sulfures. De telles réactions de précipitation sont écrites :
Ni2+ (aq) + H2S (aq) → NiS (s) + 2 H+ (aq)
Un mélange de soufre et de nickel en poudre est porté vers 120 °C, le mélange prend feu et brûle avec éclat
Ni solide poudreux finement divisé  +   S solide poudreux → NiS solide poudreux
Un mélange à partie équivalent de fleur de soufre et de poudre de nickel est placé dans un tube de verre scellé. Une extrémité où se trouve le mélange intime est portée au rouge. La combustion se propage d'un bout à l'autre du tube, comme l'a montré le chimiste allemand Winkelblech.
De nombreuses autres méthodes plus contrôlées ont été développées. Elles incluent des synthèses à hautes températures auto-propagées, notamment entre le nickel Ni et le soufre S à 900 °C par exemple pour obtenir NiSβ, le chlorure de nickel NiCl2 et le sulfure de sodium Na2S. 
On peut procéder aussi en réduisant l'oxyde de nickel chauffé au rouge par un courant de gaz hydrogène sulfuré ou par mélange intime avec du soufre.

## Propriétés physiques et chimiques d'un corps polymorphe
La couleur du sulfure du nickel varie suivant sa préparation. Du gris noir au gris foncé, en passant par le jaune de bronze.
Le sulfure de nickel noir peut être amorphe et poudreux NiSα. Il est plus réactif à l'air et donne Ni(OH)S.
Il peut être cristallisé en réseaux tridimensionnels, soit le plus souvent trigonal NiSγ, soit encore hexagonale NiSβ de groupe d'espace P63/mmc (Nr. 194), et de paramètre de maille a = 343,9 pm, c = 534,8 pm, surtout au-delà de 396 °C. La densité est comprise entre 5,3 et 5,65.
Il est soluble dans l'acide nitrique et l'eau régale. 
À l'état amorphe, NiSα est soluble dans l'acide chlorhydrique. NiSγ y est à peine soluble alors que NiSβ est soluble dans le même acide surtout à chaud.
Il fond à 797 °C.

### Structures cristallographiques
Comme de nombreux minéraux de nickel, le sulfure de nickel adopte le motif de l'arséniure de nickel (nickéline), dans lequel le nickel est octaédrique et le soufre au centre de sites en prismes trigonaux.
Le sulfure de nickel a deux polymorphes. La forme alpha cristallise dans un système hexagonal, tandis que la forme bêta est trigonale. De faibles quantités de ce composé se retrouvent comme imperfections lors de la fabrication du verre. On pense que des fêlures peuvent se produire dans des panneaux de verre durci en raison de la variation de volume associée à la transition de la forme alpha à la forme bêta de ces impuretés de sulfure de nickel,.

## Toxicité
C'est un corps reconnu cancérigène.

## Applications
Il existe des sulfures de nickel catalyseurs.
Le sulfure de nickel peut être introduit dans le verre, pour favoriser une rupture préférentielle.